# Grace Bowers
Pour les articles homonymes, voir Bowers.
Grace Bowers est une guitariste, autrice-compositrice-interprète américaine née en 2006, cofondatrice du groupe Grace Bowers and the Hodge Podge.

## Biographie
C'est à neuf ans que Grace Bowers commence à jouer de la guitare après avoir vu sur YouTube Slash du groupe Guns N' Roses jouant Welcome to the jungle.
À 13 ans, elle entend Sweet Little Angel de B. B. King pour la première fois et cela l'amènera au blues.
Lors de la pandémie de covid-19, elle profitera des réseaux sociaux pour se faire connaître.
En 2021, Grace Bowers et toute sa famille déménage à Nashville et elle commence à jouer dans les bars tous les soirs.
En 2023, elle est à l'affiche du festival de folk de Newport 2023.
En 2024, sort son premier album. Cette même année, elle reçoit le prix de « Instrumentalist of the year » de l'Americana Music Association et participe au Bear Shadow music festival.
En 2025, plusieurs concerts sont attendus aux États-Unis mais aussi à l'étranger dont le Canada, le Japon, les Pays-Bas ou le Royaume-Uni.

## Matériel
Grace Bowers joue principalement sur une Gibson SG de 1961 en finition cherry red,, un instrument qu'elle a choisi au départ pour des raisons esthétiques et de poids, une Gibson SG étant sensiblement plus légère qu'une Gibson Les Paul. Par la suite, Grace Bowers en est venue à préférer également le son de la SG. 

## Discographie

### Albums studio
- Wine on Venus sorti le 9 août 2024, produit par John Osborne. Les musiciens jouant sur cet album sont Grace Bowers et Prince Parker aux guitares, Esther Okai-Tetteh au chant, Joshua Blaylock aux claviers, Brandon Combs à la batterie et Eric Fortaleza à la basse[6].

### Singles
- Going to California, 2024.
- Tell Me Why U Do That, 2024, extrait de l'album Wine on Venus.
- Dust, 2025